# 웨스틀랜드 링스
웨스틀랜드 슈퍼링스(Westland Super Lynx) 또는 단순히 링스(Lynx)는 영국 웨스틀랜드 헬리콥터스사에서 제작한 헬리콥터이다. 예오빌(Yeovil)에 위치한 공장에서 생산된다. 원래는 민간용과 해군용의 유틸리티 헬기로 고안되었다. 군사적인 요청에 의해 전장용과 해군용의 변형기종이 개발되었고, 1977년에 실전배치에 들어가 10여개 국가에서 주로 유틸리티, 탐색구조, 대잠전 용도로 사용되고 있다. 현재는 이탈리아 기업인 아구스타웨스틀랜드 사에 의해 생산과 판매가 이루어지고 있다.
영국 해군의 링스 헬기는 1978년 1월부터 운용 시작 , 1982년 포클랜드 전쟁에 참가해 단거리 공대함 미사일인 시 스쿠아(Sea Skua)를 사용해 아르헨티나 해군 함정들에 크고 작은 피해를 입혔다. 또한 1991년 걸프전에서는 다수의 이라크 해군 고속정을 격침시키므로서 실전을 통해 성능이 검증된 바 있다.
링스 헬기는 영국을 포함해 10여 개 국가에서 해상작전헬기로 운용되고 있다. 특히 링스 헬기는 저렴한 기체 가격에 크기가 작아, 호위함에서도 운용이 가능해 중소국 해군에서 각광을 받는다.

## 영국 해군
1995년 영국 해군은 5톤 링스 헬기를 퇴역시키고 15톤 멀린 헬기를 사용할 것이라고 밝혔다. 그러나 영국 국방부의 2010년 군사안보전략계획(Strategic Defence and Security Review)은 미래의 해상작전헬기가 15톤 멀린과 링스 최신형인 8톤 와일드캣이 될 것이라고 명시했다.

## 운용국가

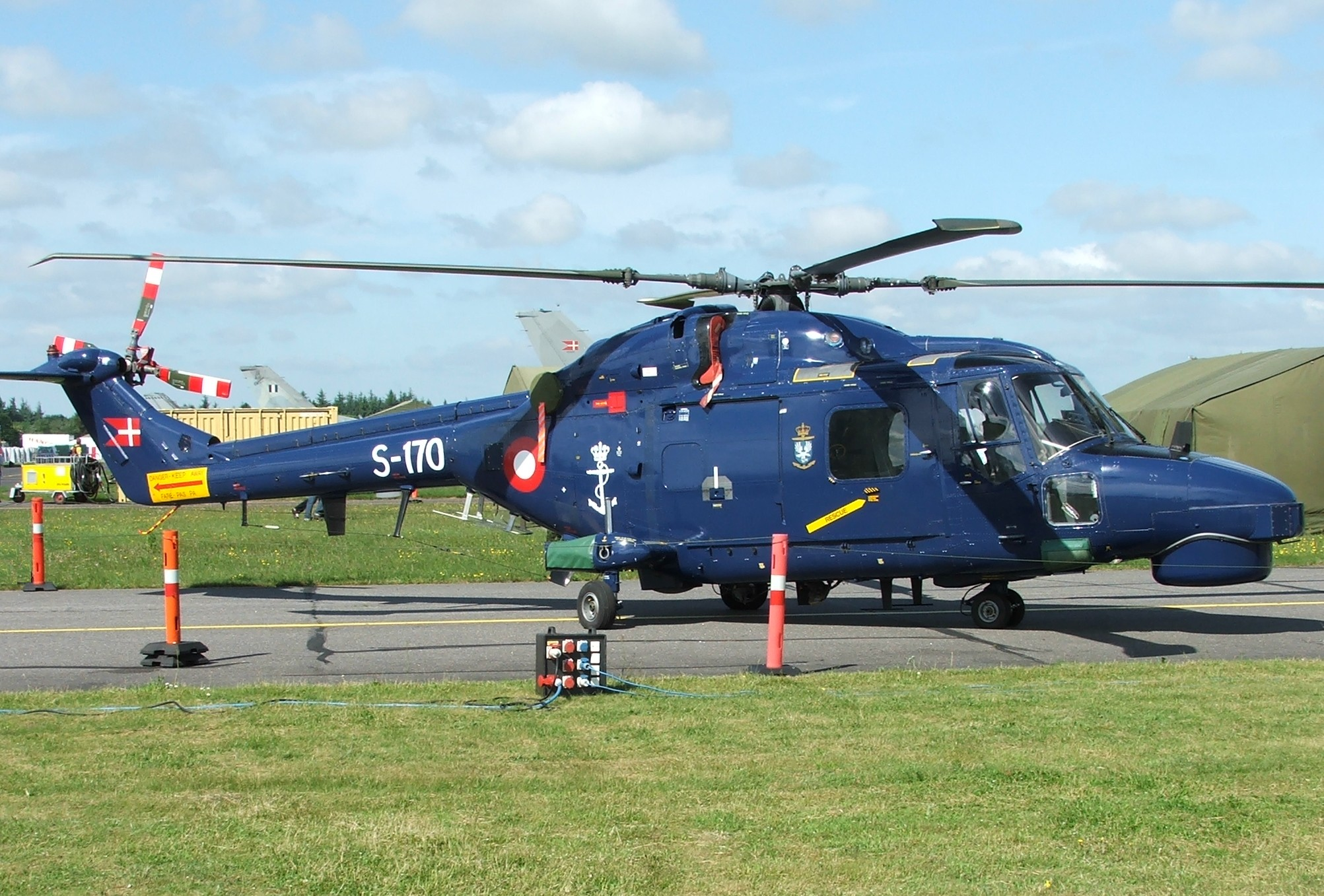
덴마크 해군의 링스

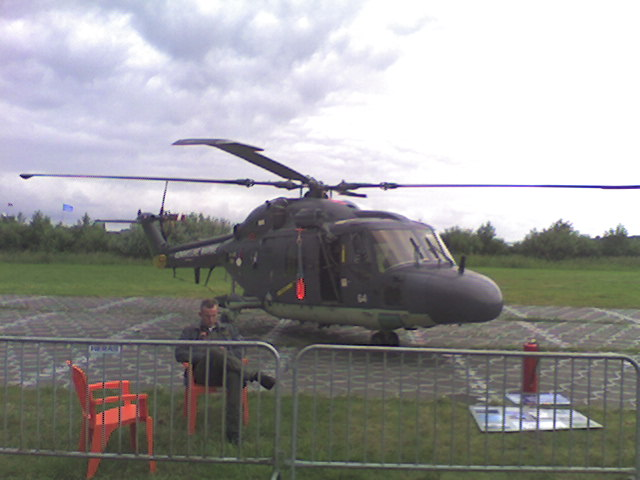
네덜란드 공군기지에 전시된 링스

### 군사용
알제리
 아르헨티나
 브라질
 덴마크
 프랑스
 독일
 말레이시아
 네덜란드
 나이지리아
 노르웨이
 오만
 파키스탄
 포르투갈
 남아프리카 공화국
 대한민국
- 대한민국 해군: 링스 Mk.99 11대와 슈퍼링스 Mk.99A 12대. 대잠전에 사용.

 태국
 영국

### 경찰
카타르

## 제원 (대한민국 해군 보유 슈퍼링스)
- 대한민국 해군은 1991년부터 북한의 잠수함에 대비하기 위해, 링스 헬기를 개량한 수퍼링스(Mk99/Mk99A) 헬기를 두 차례에 걸쳐 총 25대를 도입하였다. 이 가운데 수퍼링스Mk99A 헬기는 국내에서 개발된 전자전 지원장비와 전방적외선 감시장비를 장착하고 있다.
- 승무원: 조종사 2명과 동체에 2명
- 길이: 11.92m
- 높이: 3.2m
- 로터 직경: 12.8m
- 최대 속도: 232km/h (144mph)
- 순항 거리: 1,046km (650 miles) 외부 연료탱크 장착시
- 엔진: 2 x Rolls Royce Gem Mk 42 turboshafts
- 최대이륙중량: 4,876kg (10,750lbs)
- 무장:
  - 2 x 어뢰 (사정거리 10km) 또는
  - 4x Sea Skua 미사일 (사정거리 20km) 또는
  - 2 x depth charges

어뢰와 smoke marker를 탑재하고서, 60마일까지 잠수함 탐색을 하며, 2시간 동안 탐색 장소 위에서 체류하고서 귀환할 수 있다.

## 같이 보기
유사 항공기
- 유로콥터 팬더
- 벨 412 - 단발엔진, 2엽날개인 UH-1을 쌍발엔진, 4엽날개로 개량
- UH-1Y Venom
- 아구스타웨스틀랜드 AW159
- Kaman SH-2G Super Seasprite

### 기술적인 정보
- Super Lynx 300 page on Leonardocompany.com
- Air Vectors: The Westland Scout, Wasp, & Lynx
- Westland Lynx page on avia.russian.ee
- helis.com Section on the Westland Lynx
- Westland Lynx page on militaryfactory.com
- Fédération Aéronautique Internationale (FAI) rotorcraft world records page

### 사진과 동영상
- Westland Lynx Helicopters group on Flickr
- Westland Lynx on myaviation.net
- Westland Lynx on airliners.net
- A video from December 1988 showing the Lynx being put through some extreme manoeuvres